# AB Argir
Maillots
Actualités
Le AB Argir (Argja Bóltfelag) est un club de football féroïen basé à Argir.

## Histoire
- 1973 : fondation du club

## Palmarès
- Championnat des îles Féroé D2
  - Champion : 2017
- Championnat des îles Féroé D3
  - Champion : 2002